# Ali Al-Nemer
Ali Al-Nemer (en árabe: علي النمر‎; Riad, 25 de agosto de 1991) es un futbolista saudita que juega en la demarcación de centrocampista para el Al-Fayha de la Liga Profesional Saudí.

## Selección nacional
Hizo su debut con la selección de fútbol de Arabia Saudita el 25 de diciembre de 2017 en un encuentro de la Copa de Naciones del Golfo de 2017 contra los Emiratos Árabes Unidos que finalizó con un resultado de empate a cero. Su segundo encuentro con la selección se celebró tres días después en el mismo campeonato contra Omán, ganando el combinado omaní por 0-2 tras un doblete de Said Al-Ruzaiqi.

## Clubes
| Club                 | País                      | Año           |
| -------------------- | ------------------------- | ------------- |
| Al-Shabab Club       | Bandera de Arabia Saudita | 2017          |
| CD Numancia (cedido) | Bandera de España         | 2018          |
| Al-Wehda Club        | Bandera de Arabia Saudita | 2018-2020     |
| Al-Taawoun           | Bandera de Arabia Saudita | 2020-2022     |
| Al-Fayha             | Bandera de Arabia Saudita | 2022-presente |